# In the Heart of the Young
In the Heart of the Young är det amerikanska hårdrocksbandet Wingers andra album, släppt 1990. Albumet blev en stor framgång liksom debutalbumet och sålde platina i U.S.A. samtidigt som balladen "Miles Away" blev en stor hit. Mot slutet av skivinspelningen upplevde bandet att det saknades upptempolåtar på albumet, vilket resulterade att bandet skrev och spelade in låtar som "Can't Get Enuff" och "Easy Come Easy Go", sedermera två av skivans stora hits, för att jämna ut det hela. "Rainbow In The Rose" är en favorit hos bandets fans.[källa behövs] Albumet kom att bli det sista med Winger som producerades av producenten Beau Hill.

## Låtlista
1. Can't Get Enuff (Kip Winger, Reb Beach)
2. Loosen Up (Winger, Beach), Paul Taylor, Rod Morgenstein)
3. Miles Away (Taylor)
4. Easy Come Easy Go (Kip Winger)
5. Rainbow In The Rose (Winger, Beach)
6. In The Day We'll Never See (Winger, Beach, Taylor, Morgenstein)
7. Under One Condition (Winger, Beach)
8. Little Dirty Blonde (Winger, Taylor)
9. Baptized By Fire (Winger, Beach)
10. You Are The Saint, I Am The Sinner (Winger, Beach)
11. In The Heart Of The Young (Kip Winger)

## Medverkande musiker
- Kip Winger (bas och sång)
- Reb Beach (gitarr och bakgrundssång)
- Paul Taylor (gitarr och bakgrundssång)
- Rod Morgenstein (trummor)